# Standish, Maine
Standish är en kommun (town) i Cumberland County i Maine. Vid 2020 års folkräkning hade Standish 10 244 invånare.

## Kända personer från Standish
- Simon M. Hamlin, politiker